# Astragalus khoshjailensis
Astragalus khoshjailensis es una especie de planta del género Astragalus, de la familia de las leguminosas, orden Fabales.

## Distribución
Astragalus khoshjailensis se distribuye por Irán.

## Taxonomía
Fue descrita científicamente por Sirj. & Rech. fil. Fue publicada en Anz. Österr. Akad. Wiss., Math.-Naturwiss. Kl. xci. 166 (1954).